# NGC 1968
NGC 1968 (другое обозначение — ESO 56-SC130, LH 60) — рассеянное скопление с эмиссионной туманностью в созвездии Золотой Рыбы, расположенное в Большом Магеллановом Облаке. Открыто Джоном Гершелем в 1837 году. Возраст скопления составляет около 3 миллионов лет, известно более 5000 звёзд в нём. В NGC 1968 известны звёзды до главной последовательности с массами вплоть до 0,5 M⊙.
Этот объект входит в число перечисленных в оригинальной редакции «Нового общего каталога».